# Bandera de Virgínia
La bandera de Virgínia és l'emblema oficial d'aquesta Mancomunitat dels EUA Consisteix en el segell de l'estat contra un fons blau. La versió actual de la bandera va ser adoptada al començament de la Guerra de secessió el 1861. Quan la bandera oneja, ha de tenir un serrell de color plata en l'extrem més allunyat del mástil. És l'única bandera estatal dels EUA que conté alguna forma de nu parcial.
El lema en llatí, "Sic semper tyrannis", situat a la part inferior del segell significa "Per sempre així als tirans" Aquesta citació s'atribueix a Brut, durant l'assassinat de Juli Cèsar a Roma. La dona és la "Virtut, el geni de la comunitat, vestida com una amazona" (Codi de Virgínia § 7,1-26) i constitueix l'al·legoria de Virgínia. L'home postrat representa la tirania (noteu la corona caiguda a la dreta). El tirà porta una cadena i un flagel.
L'Assemblea General de Virgínia va aprovar una salutació oficial a la bandera de Virgínia el 1954. El seu text és el següent: 
| « | Salutació a la bandera de Virgínia, amb reverència i devoció patriòtica a la 'Mare de Estats i presidents', que representa el "Vell Domini", on la llibertat i la independència van néixer | » |

El 2001, l'Associació Vexil·lològica Nord-americana va realitzar una enquesta entre els seus membres on es triaven els millors dissenys de 72 banderes dels EUA i el Canadà, en finalitzar-la la bandera de Virgínia Occidental va quedar en la posició 54 d'entre les 72 banderes.